# IC 739
IC 739 ist eine Balken-Spiralgalaxie vom Hubble-Typ SBab im Sternbild Löwe an der Ekliptik. Sie ist schätzungsweise 313 Millionen Lichtjahre von der Milchstraße entfernt und hat einen Durchmesser von etwa 100.000 Lj.
Im selben Himmelsareal befinden sich u. a. die Galaxien NGC 3951 und IC 744.
Das Objekt wurde am 19. April 1893 vom französischen Astronomen Stéphane Javelle entdeckt.